# Рамовш, Примож
Примож Ра́мовш (словен. Primož Ramovš; 20 марта 1921, Любляна, Королевство Сербов, Хорватов и Словенцев, ныне Словения — 10 января 1999, там же) — словенский композитор, органист.

## Биография
Учился у Славко Остерца в Люблянской музыкальной академии с 1935 по 1941 год, в Сиене у Вито Фрацци, в Риме у Гофредо Петрасси и у Альфредо Казеллы с 1941 по 1943 год. С 1952 года был директором библиотеки Словенской академии наук и искусств. В 1948—1964 годах преподавал в средней музыкальной школе в Любляне. Начинал сочинять музыку в стиле неоклассицизма и экспрессионизма, впоследствии стал зачинателем словенского авангарда. Экспериментировал в области звуковой колористики, применял различные составы камерно-инструментальных ансамблей.
Примож был жизнерадостным человеком, играл на органе во Францисканской церкви Благовещения в Любляне, увлекался альпинизмом и обладал хорошим здоровьем до конца своих дней.

## Семья
Отец Приможа – словенский филолог и лингвист Фран Рамовш. Сын – блокфлейтист и организатор фестивалей камерной музыки Клемен Рамовш.

## Сочинения
- 4 симфонии (1940—1968)
- концерты для инструмента и струнного оркестра
- оркестровые и инструментальные пьесы